# 蕾貝卡·湯瑪斯
蕾貝卡·安·湯瑪斯（英語：Rebecca Ann Thomas，1984年12月10日—）是一名美國的電影製片人和電視劇導演，她以編劇與指導電影《為子尋父》和影集（如《怪奇物語》、《萊姆鎮》和《當街燈亮起時》）而聞名。

## 個人生活
湯瑪斯是拉斯維加斯耶穌基督後期聖徒教會的成員，並曾在日本傳教達18個月。之後她嫁給馬克·加貝特（飛蛾與火焰樂團的成員之一）。

## 導演生涯
由湯瑪斯編劇的短片《無人認識，無人在乎》（英語：Nobody Knows You, Nobody Gives a Damn）於2009年在圣丹斯电影节中首映。
她的首部長篇電影《為子尋父》於2012年2月10日在首映。該片也於同年3月15日在西南偏南影展播映。
湯瑪斯也指導Netflix影集《怪奇物語》第二季第七集，以及由謝茜嘉·比爾主演的《萊姆鎮》全10集和《當街燈亮起時》全10集。

## 影視作品

### 短片
| 年份 | 作品                   | 導演 | 編劇 | 備註     |
| ---- | ---------------------- | ---- | ---- | -------- |
| 2009 | 《無人認識，無人在乎》 | 否   | 是   | 兼任演員 |
| 2009 | 《》                   | 是   | 否   |          |
| 2016 | 《拉斯維加斯西部》     | 是   | 是   |          |

### 電影
| 年份 | 片名         | 導演 | 編劇 |
| ---- | ------------ | ---- | ---- |
| 2012 | 《為子尋父》 | 是   | 是   |

### 電視劇
| 年份 | 作品             | 導演 | 執行製作 | 備註     |
| ---- | ---------------- | ---- | -------- | -------- |
| 2016 | 《甜蜜／惡毒》   | 是   | 否       | 執導藍圖 |
| 2017 | 《怪奇物語》     | 是   | 否       | 執導     |
| 2019 | 《萊姆鎮》       | 是   | 是       | 參與10集 |
| 2020 | 《當街燈亮起時》 | 是   | 否       | 參與10集 |
| 2022 | 《81號檔案》     | 是   | 是       | 參與4集  |

### 其他
| 年份 | 作品 | 職位     | 備註 |
| ---- | ---- | -------- | ---- |
| 2009 | 《》 | 美術指導 | 短片 |
| 2011 | 《》 | 製片人   | 短片 |
| 2013 | 《》 | 演員     | 短片 |
| 2015 | 《》 | 製片助理 |      |

## 外部連結
- On Filming Electrick Children: In Her Own Words （页面存档备份，存于）
- 蕾貝卡·湯瑪斯在互联网电影资料库（IMDb）上的資料（英文）